# Nigalchula
Nigalchula – gaun wikas samiti w zachodniej części Nepalu w strefie Rapti w dystrykcie Salyan. Według nepalskiego spisu powszechnego z 2011 roku liczył on 437 gospodarstw domowych i 2319 mieszkańców (1188 kobiet i 1131 mężczyzn).